# Функція Ландау
Функція Ландау {\displaystyle g(n)} в теорії чисел, названа на честь німецького математика Едмунда Ландау, визначається для будь-якого натурального числа n як найбільший порядок елемента симетричної групи {\displaystyle S_{n}}.

## Означення
Еквівалентні означення: {\displaystyle g(n)} дорівнює найбільшому з найменших спільних кратних (НСК) по всіх розбиттях числа n, або максимальному числу раз, яке підстановка з n елементів може бути послідовно застосована до першої появи первісної послідовності. Таким чином, формально:
{\displaystyle g(n)=\max \limits _{k_{1}+\ldots +k_{m}=n}HCK(k_{1},\ldots ,k_{m})}.
Наприклад, 5 = 2 + 3 та НСК (2,3) = 6. Ніяке інше розбиття не дає більше найменше спільне кратне, отже {\displaystyle g(5)=6}. Елемент порядку 6 у групі {\displaystyle S_{5}} може бути записаний у вигляді добутку двох циклів: (1 2) (3 4 5).